# NGC 4248
NGC 4248 o UGC 7335  es una galaxia espiral en la constelación de la Canes Venatici. Es compañera de M106. Se encuentra a 25 millones de años luz con respecto al planeta Tierra. Otra designación de esta galaxia es:UGC 7335.  
- Datos: Q1075832
- Multimedia: NGC 4248 / Q1075832